# Ludvig Nåvik
Ludvig Carl William Nåvik (Sundsvall, 2 novembre 2003) è un calciatore svedese, centrocampista dell'Oskarshamns AIK.

## Carriera

### Club
Cresciuto nel settore giovanile del GIF Sundsvall, debutta in prima squadra il 1º marzo 2020, in occasione dell'incontro di Svenska Cupen perso per 1-4 contro il Varberg. Dopo aver contribuito alla promozione in massima divisione ottenuta al termine della Superettan 2021, il 3 aprile 2022 Nåvik esordisce nell'Allsvenskan, disputando l'incontro perso per 2-1 contro il Sirius. A fine stagione le sue presenze nella massima serie sono 27 di cui 12 da titolare, in una squadra che però retrocede. Rimane al GIF Sundsvall fino alla stagione seguente, in cui gioca 10 partite da titolare e 15 da subentrante.
Prima dell'inizio ufficiale della stagione 2024, Nåvik ammette alla stampa di non sentire più la stessa fiducia da parte del club, con il direttore sportivo Joel Cedergren che gli avrebbe consigliato di cambiare squadra. Il 19 marzo, a pochi giorni dalla chiusura del mercato e dall'inizio dei campionati, si trasferisce ufficialmente all'Umeå FC (nella terza serie nazionale) a titolo definitivo per due anni. Dopo aver messo a segno due reti e un assist in 13 presenze, nell'agosto 2024 Nåvik viene girato ad un altro club della terza serie nazionale, il FBK Karlstad, al fine di trovare maggiore spazio.

### Nazionale
Ha giocato nelle nazionali giovanili svedesi Under-17 e Under-19.

## Statistiche

### Presenze e reti nei club
Statistiche aggiornate al 21 novembre 2022.
| Stagione             | Squadra              | Campionato           | Campionato | Campionato | Coppe nazionali | Coppe nazionali | Coppe nazionali | Coppe continentali | Coppe continentali | Coppe continentali | Altre coppe | Altre coppe | Altre coppe | Totale | Totale |
| Stagione             | Squadra              | Comp                 | Pres       | Reti       | Comp            | Pres            | Reti            | Comp               | Pres               | Reti               | Comp        | Pres        | Reti        | Pres   | Reti   |
| -------------------- | -------------------- | -------------------- | ---------- | ---------- | --------------- | --------------- | --------------- | ------------------ | ------------------ | ------------------ | ----------- | ----------- | ----------- | ------ | ------ |
| 2020                 | GIF Sundsvall        | S1                   | 5          | 0          | CS              | 2               | 0               |                    | -                  | -                  |             | -           | -           | 7      | 0      |
| 2021                 | GIF Sundsvall        | S1                   | 20         | 1          | CS+CS           | 1+1             | 0               |                    | -                  | -                  |             | -           | -           | 22     | 1      |
| 2022                 | GIF Sundsvall        | A                    | 27         | 0          | CS+CS           | 3+1             | 0               |                    | -                  | -                  |             | -           | -           | 31     | 0      |
| Totale GIF Sundsvall | Totale GIF Sundsvall | Totale GIF Sundsvall | 52         | 1          |                 | 8               | 0               |                    | -                  | -                  |             | -           | -           | 60     | 1      |
| Totale carriera      | Totale carriera      | Totale carriera      | 52         | 1          |                 | 8               | 0               |                    | -                  | -                  |             | -           | -           | 60     | 1      |